# النور فتیپلیس
النور فتیپلیس (انگلیسی: Elinor Fettiplace; ۱ ژانویهٔ ۱۵۷۰ – 1647) یک نویسنده کتاب آشپزی کتاب دستور غذای النور فتیپلیس اهل انگلستان بود. در این کتاب با جزئیات دستورالعمل‌های غذا، داروهای درمانی و نکاتی برای اداره خانه ذکر شده‌است. او تاریخ کار را ۱۶۰۴ گذاشت، اما این احتمال وجود دارد که نوشتن آن را چند سال زودتر، زمانی که هنوز با مادرش زندگی می‌کرد، آغاز کرده‌است.